# گرندویو (تگزاس)
گرندویو، تگزاس (به انگلیسی: Grandview, Texas) یک شهر در ایالات متحده آمریکا با جمعیت ۱٬۵۶۱ نفر است که در تگزاس واقع شده‌است.

## موقعیت جغرافیایی
موقعیت جغرافیایی شهرها و مناطق اطراف به شرح زیر است: